# Gin
Gin er en destilleret alkoholisk drik, der er smagssat med enebær. Gin har primært været kendt som et produkt fra England, men produceres nu i det meste af verden. I Danmark alene, produceres der over 50 slags gin (november 2017). Gin anvendes traditionelt i aperitif-drinks som gin og tonic, dry martini og Tom Collins.
Navnet "gin" stammer fra det nederlandske navn genever, som igen har oprindelse i det franske ord for enebær genièvre, der igen kommer fra latin juniperus, der er det latinske navn for ene-slægten, juniperus communis. Drikken tilskrives en professor i medicin, Fransiscus Sylvius i Leiden, der i 1600-tallet benyttede alkohol blandet med enebær som et godt og billigt middel mod smerter i nyrene. Det spredte sig til England, efter at den nederlandske Wilhelm af Oranje kom på den britiske trone i 1689. Engelske soldater fik under religionskrigene smag for den. Gin blev som anden brændevin solgt på apoteker og blev benyttet mod diverse plager.
Nederlandsk gin, eller genever, er helt anderledes end engelsk gin, som vi kender den i dag. Den fremstilles af byg og lagres ofte på træfade. Det giver en smag, som kan minde om whisky.

## Fremstilling
Gin blev oprindeligt produceret på kedler (pot stills), ved at en neutral alkohol blev gen-destilleret sammen med botaniske elementer (bær, frugter, frø, rødder, blomster, urter, krydderier etc), normalt efter at de anvendte botaniske elementer har ligget i blød i alkoholen. Enebær skal altid være en af de anvendte botaniske elementer. Det er tilladt at anvende essenser i stedet for botaniske elementer, men det har dog betydning for klassifikationen.
Andre klassiske botaniske elementer er f.eks. korianderfrø, lakrids og kardemomme.
Siden 1800-tallet har man også anvendt kolonnekedler (coffey-still) til fremstilling af gin.

## Definition
I henhold til EU-regler er der 4 typer gin:
Spiritus med enebær-smag
Denne type inkluderer de tidligste typer gin, som produceres i en kedel af gæret korn til 68% ABV, efterfulgt af en gen-destillation med botaniske elementer for at udtrække de aromatiske stoffer. Aftapning skal ske med minimum 30% Alcohol (ABV).
Gin
Dette er en spiritus med enebær-smag, hvor aromastofferne kan være tilsat som essenser til en neutral alkohol uden at der er sket en gen-distillation. Der skal være et tydeligt præg af enebær, som dog også kan være tilsat som essens.
Destilleret gin
Destilleret gin (distilled gin) produceres udelukkende ved gen-destillation af ethanol som oprindeligt har været destilleret op til 96%, og som er baseret på landbrugsprodukter som f.eks. korn, frugt, bær eller andet. Enebær skal være en del af gen-destillationen, og andre botanicals KAN være med i gendestillationen. Herudover kan man aromatisere destilleret gin ved at tilsætte aromastoffer eller aromapræparater efter gen-destillation. Hvis der tilsættes sukker i en grad så ginnen bliver sød, kaldes den typisk for "Old Tom Gin". Et kendt eksempel på distilled gin er Hendricks Gin.
London gin
London gin defineres af produktionsmetoden, ikke den geografiske oprindelse. London gin kan produceres hvorsomhelst i verden og fremstilles af ethanol af landbrugsoprindelse (altså baseret på korn, frugt, bær eller lignende), og skal have et maximum methanol indhold på 5 gram per hectoliter af 100% ABV ækvivalent. Ved gen-destillationen (som skal op på mindst 70% ABV) skal anvendes alle de botaniske elementer som indgår i ginnen, og der må ikke efterfølgende tilsættes essenser af nogen art. London dry gin må maksimalt tilsættes 0,1 gram sukker per liter, og må heller ikke tilsættes farve eller andre ting, bortset fra vand. Den dominerende smagsgiver skal være enebær. London Gin er næsten altid produceret som London Dry Gin. Betegnelserne "dry" (tør) og "wet" (våd) bruges i forbindelse med mange alkoholiske drikke, inklusiv vin, og refererer til sukkerindholdet og om drikken er usødet eller ej.
Den store praktiske forskel på Distilled Gin og London Gin er altså, at det eneste der må tilsættes efter gen-destillation af sidstnævnte er op til 0,1 gram sukker pr liter (samt vand for at reducere alkoholstyrken ved aftapning).
I EU skal gin, destilleret gin (distilled gin) og London gin aftappes ved minimum 37,5% ABV. I andre områder af verden, f.eks. USA, er grænsen 40% ABV.

## Historie
Elizabeth I lod sine undersåtter drikke sherry (Falstaffs sack). Hendes efterfølger, Jakob 1., lagde skat på vin og sherry, så de lavere klasser måtte nøjes med at drikke øl.  Gin blev dermed hurtigt populært i England, efter at det blev tilladt at fremstille uden licens, samtidig som der indførtes høje toldsatser på alt importeret brændevin. I 1690 vedtog man en lov, som opmuntrede til destillering af brændevin fra korn. Kong William havde fundet en løsning på det årligt tilbagevendende problem med overproduktion af korn. 
Tusinder af gin-shops dukkede op over hele England, og der opstod samtidig et marked for korn af dårlig kvalitet, som var uegnet til ølbrygning. I 1740 blev der fremstillet seks gange mere gin end øl. Ud af 15.000 drikkesteder i London var over halvparten gin-shops. Gin var billigt og populært blandt fattige. Øllet bevarede alligevel sit gode rygte som en sund drik, det var også ofte sikrere at drikke end vand. Gin fik derimod skyld for flere sociale og medicinske problemer, og gin-craze (= gin-galskab) kan have medvirket til en stigende dødelighed, som medførte, at Londons befolkningsvækst ophørte. I 1743 drak Londons indbyggere i snit over én liter gin hver i ugen. I 1751 døde ni tusinde børn i byen af alkoholforgiftning. "Fuld for en penny, døddrukken for to pence, og høet er gratis", stod der på et skilt i en pub i den fattige bydel St Giles. Høet var til at falde om i, og den, som ikke havde en hel penny til at blive fuld for, kunne købe en ginvædet las til at sutte på.
Tyveri blev så almindeligt, at man i 1699 så sig nødt til at indføre en lov, der straffede tyveri af genstande mere værd end fem shilling, med hængning. Den, der bidrog til pågribelsen af en tyv, fik til gengæld diverse skattelettelser. Indbrud udført af røverbander blev ligeså almindeligt, som det havde været før Den sorte død, og på én og samme lørdag i 1693 oplevede man, at en landevejsrøver kaldt Whitney blev arresteret efter at have sat sig til modværge i en time; at en anden landevejsrøver blev arresteret i St Martins kirke; at en bande på syv brød ind i lady Reresbys hjem i Gerard Street, bandt hende og hendes familie, og tømte huset; at tre køretøjer undervejs fra Epsom blev plyndret; og at tre bøller havde knust ruder i Holborn og stukket en vagtmand ned med et sværd. Kriminaliteten under dronning Elizabeth havde været ligeså udbredt, men langt mindre alvorlig.  Et andet resultat var retssager som den, der dømte Judith Delfour til døden. Delfour havde efterladt sin to år gamle datter Mary i et arbejdshus i London. 27.februar 1734 tog hun datteren med ud i nogle timer. De mødte en tredje person, og Delfour forklarede i Old Bailey: "Lørdag aften tog vi barnet ud i markerne, klædte af det, og bandt et linklæde hårdt om halsen på det, for at forhindre det i at græde, og lagde det fra os i en grøft." Barnets tøj solgte de, og købte gin for pengene.
Børn blev lært op i lommetyveri, og tjente også til gin ved prostitution. Henry Fielding, som blev magistrat i 1740, skrev om alle børnene, som var "ædt op af den grimme syge" (syfilis). Myndighedernes reaktion var at henrette nærmest enhver, der blev ført for retten. I 1722 dræbte en bande krybskyttere i Waltham i Hampshire vogteren, der overraskede dem. De havde sværtet ansigterne for at være usynlige i mørket. Den derefter vedtagne lov blev derfor kaldt Waltham Black Act, og medførte dødsstraf for enhver krybskytte. Havde loven eksisteret, da Shakespeare blev arresteret for krybskytteri på Thomas Lucys grund, havde vi ikke haft hans skuespil. Henry Fielding mente, at 100.000 af Londons indbyggere hovedsageligt ernærede sig af gin. En observatør udenfor en gin-shop i tre timer en aften, påstod at have talt 1.411 personer, der gik ind og ud. De fleste købte dog kun for en penny gin, hvorefter hele familier, børn som voksne, satte sig på fortovet og drak sig i svime. 
Kunstneren William Hogarth lavede kobberstikkene Beer Street (= Ølgaden) og Gin Lane (= Ginsmøgen) for at vise, hvor meget bedre øl er for sundhed og trivsel. Beer Street viser et harmonisk bybillede med velstand og tilfredse mennesker, mens Gin Lane  viser forfaldne huse, en drukken mor med syfilissår på benene, der taber sit barn ud af skødet, og folk, der gnaver på hundeben. 
Gin Act, der blev indført i 1736, lagde høje afgifter på handelen for at reducere forbruget, og førte til gadeoptøjer. Afgifterne blev gradvis reduceret og afskaffet i 1742. En ny lov af 1751 var mere vellykket: Den pålagde destillerierne at sælge kun til forhandlere med licens, og bragte gin-forhandlerne under offentlig kontrol.
Ulovligt produceret gin, der blev omsat illegalt, blev ofte tilsat terpentin og svovlsyre. Så sent som i 1913 oppgir Webster's Dictionary uden nærmere kommentar, at "almindelig gin er som regel tilsmagt med terpentin".